# Combre
Combre là một xã trong tỉnh Loire miền trung nước Pháp.